# مغامرة قوس القزح ريجي
'مغامرة قوس القزح ريجي "هو برنامج التغذية والنشاط البدني لمؤسسة الكلى الوطنية في ميشيغان (NFKM) الذي يستهدف الأطفال في بيئات رعاية الأطفال المبكرة في جميع أنحاء ولاية ميشيغان. يسافر ريجي،البروكلي الخارقة، إلى جزر مختلفة تتوافق مع ألوان قوس قزح ويتعرف على أهمية تناول الفواكه والخضروات والنشاط البدني لتحفيز الأطفال على اتخاذ خيارات صحية.
التاريخ:
في عام 2006، طورت شبكة التوعية المركزية لمرض السكري في الشرق الأوسط و NKFM النسخة الأولى من مغامرة قوس القزح ريجي، بعنوان «تناول قوس القزح». كان البرنامج كخطة مدتها ساعة واحدة للمشاركين YMCA في يوم مخيمات عطلة الربيع في عطلة الربيع الكبرى لعام 2006. شارك فيهاأكثر من 200 طفل في برنامج 2006-2007.
في عام 2010، سجلت NKFM رسميًا العلامة التجارية لـ «مغامرة قوس القزح ريجي» مع مكتب الولايات المتحدة للبراءات والعلامات التجارية، وفي عام 2012، كانت حقوق البرنامج محمية بحقوق الطبع والنشر رسميًا من قبل مكتب حقوق الطبع والنشر بالولايات المتحدة.
في عام 2011، تلقى NKFM منحة فرعية لمدة خمس سنوات من صندوق الابتكار الاجتماعي (SIF) من United Way «الطريق الموحد» لجنوب شرق ميشيغان لتطوير تهيئة واستعداد الأطفال لرياض الأطفال. أكثر من 2000 طفل ممن التحقوا بالصفوف الأولى استفادوا من البرنامج في سنواته الأولى.
في عام 2018، استأجر NKFM ال ((EarlyWorks لاستراتيجية تسويق وطنية تستهدف صناع القرار الرئيسيين وأصحاب المنفعة من خلال التعليم في مرحلة الطفولة المبكرة - البرامج التي تمولها الحكومة، والمناطق التعليمية، ومقدمو الخدمات الخاصة والداخلية.
اعتبارًا من عام 2019، تطورالبرنامج ليصل إلى 20000 شابًا من ولاية ميشيغان سنويًا.
البرنامج والتأثير:
تم تصميم وإنشاء مغامرة قوس القزح ريجي للأطفال الذين تتراوح أعمارهم بين عامين وخمسة أعوام. وهو عبارة عن برنامج من ثماني جلسات يجمع بين الفاكهة والخضروات الصحية بألوان قوس قزح للأطفال لتذوقها في «جزر» مختلفة. يشارك الأطفال في لقاء أصدقاء ريجي من الفواكه والخضروات ويرونه يكسب قوته ونشاطه من خلال تناول الطعام الصحي والنشاط البدني. من خلال القصص التفاعلية والأنشطة الإبداعية وأخذ عينات والتجربة من الفواكه والخضروات الجديدة وإحضار المعلومات الصحية إلى المنزل لمشاركتها مع أسرهم، يتم تمكين الأطفال من اتخاذ خيارات الحياة الصحية.
بينما يناقش المنهج التغذية بشكل أساسي، فإنه يعزز مبادئ الصحة البدنية وصحة الفم ومحو الأمية وتنمية اللغة والعلوم والفنون والمهارات الاجتماعية باستخدام الكتب التفاعلية التي طورتها NKFM. انطلق البرنامج مع بداية ميشيغان العظمية للجودة، و MDE معايير الطفولة المبكرة للجودة، والجمعية الوطنية لتعليم متطلبات الأطفال الصغار، و (Head start) وهو البرنامج الذي يعتني بتغذية وأطر التعلم المبكر للأطفال.
منذ تقديمه في عام 2006، تم تنفيذ البرنامج بنجاح من قبل أكثر من 600 مؤسسة، بما في ذلك البدايات المحلية، ودورات الرعاية النهارية، والمدارس التمهيدية، والمكتبات.
في عام 2017، كجزء من SIF من خلال الطريق الموحد لجنوب شرق ميشيغان (United Way for Southeastern Michigan)، نشرت NKFM مغامرة قوس القزح ريجي:National Kidney Foundation of Michigan's البرنامج الغذائي التعليمي للوقاية من الأمراض في بيئة رعاية الأطفال المبكرة. كما تم منح NKFM منحة لمدة عامين من قبل صندوق الصحة ميشيغان. ستوفر منحة 2017 التغذية وأساليب الحياة الصحية الأموال لكي يتم دعم برنامج PEACH (مشروع صحة الطفولة المبكرة).
بحلول عام 2018، شاركت 11 حضانة من مقاطعة جينيسي أو مراكز رعاية نهارية في مغامرة قوس القزح ريجي. منذ أن بدأ الأطفال في المقاطعة هذا البرنامج، أبلغ أكثر من 93٪ من الآباء عن زيادة في قدرة أطفالهم على تحديد واستهلاك المزيد من الفواكه والخضروات، إلى جانب الزيادة في النشاط البدني.